# Bécasseau
Taxons concernés
Plusieurs espèces parmi les genres :
- Aphriza (monospécifique)
- Calidris
- Eurynorhynchus (monospécifique)
- Limicola (monospécifique)
- Micropalama (monospécifique)
- Tryngites (monospécifique)modifier

Bécasseau (dérivé de bécasse, avec le suffixe -eau formant un diminutif qui indique un oiseau de taille inférieure à la bécasse des bois). est le nom que la nomenclature aviaire en langue française (mise à jour) donne à 22 espèces d'oiseaux qui constituent 5 (ou 6) genres : Aphriza, Calidris, Eurynorhynchus, Limicola, Micropalama (désormais inclus dans Calidris) et Tryngites, de la famille des Scolopacidae (ordre des Charadriiformes).

## Espèces
- Bécasseau à col roux - Calidris ruficollis - Red-necked Stint
- Bécasseau à croupion blanc - Calidris fuscicollis - White-rumped Sandpiper
- Bécasseau à échasses - Calidris himantopus ou Micropalama himantopus - Stilt Sandpiper
- Bécasseau à longs doigts - Calidris subminuta - Long-toed Stint
- Bécasseau à poitrine cendrée - Calidris melanotos - Pectoral Sandpiper
- Bécasseau à queue pointue - Calidris acuminata - Sharp-tailed Sandpiper
- Bécasseau cocorli - Calidris ferruginea - Curlew Sandpiper
- Bécasseau d'Alaska - Calidris mauri - Western Sandpiper
- Bécasseau de Baird - Calidris bairdii - Baird's Sandpiper
- Bécasseau de l'Anadyr - Calidris tenuirostris - Great Knot
- Bécasseau de Temminck - Calidris temminckii - Temminck's Stint
- Bécasseau des Aléoutiennes - Calidris ptilocnemis - Rock Sandpiper
- Bécasseau du ressac - Aphriza virgata - Surfbird
- Bécasseau falcinelle - Limicola falcinellus - Broad-billed Sandpiper
- Bécasseau maubèche - Calidris canutus - Red Knot
- Bécasseau minuscule - Calidris minutilla - Least Sandpiper
- Bécasseau minute - Calidris minuta - Little Stint
- Bécasseau roussâtre - Tryngites subruficollis - Buff-breasted Sandpiper
- Bécasseau sanderling - Calidris alba - Sanderling
- Bécasseau semipalmé - Calidris pusilla - Semipalmated Sandpiper
- Bécasseau spatule - Eurynorhynchus pygmeus - Spoon-billed Sandpiper
- Bécasseau variable - Calidris alpina - Dunlin
- Bécasseau violet  - Calidris maritima - Purple Sandpiper